# Yesterday (canção de Black Eyed Peas)
Yesterday é uma canção do grupo Black Eyed Peas, após um longo período em hiatus, lançado em 17 de julho de 2015. A canção, que estará inclusa no novo álbum do grupo (esse será lançado apenas em meados de 2016), foi escrita pelos Peas em julho e produzida por Will.i.am. A canção não inclui Fergie, o que causou alguma especulação da mídia quanto a sua participação no grupo, mas ela se manteve como membro oficial.
O vídeo causou um pouco de controvérsia quando a artista Erykah Badu chama o grupo no Twitter para copiar ideias para o vídeo da música da canção de Erykah, "Honey".

## Considerações sobre a canção[2]
No clipe (sem Fergie), will.i.am, Taboo e Apl.de.Ap se encontram numa loja de discos, onde ficam relembrando o início do grupo e mostrando alguns de seus trabalhos antigos.
A canção vem pra comemoração dos vinte anos do grupo, que no início de sua trajetória ainda não tinha a cantora Fergie em sua estrutura, e talvez isso explique a falta de participação da cantora na música.
A música contem samples de De La Soul, NWA, Wu-Tang Clan, A Tribe Called Quest, Public Enemy, entre outros. Segundo o líder do grupo, o videoclipe da mesma é a versão visual da canção que homenageia grandes nomes do hip hop, nomes estes que inspiraram o grupo ao longo da carreira, que estava completando 20 anos em 2015.
| “ | Essa música é dedicada aos nossos heróis. Os grupos em que nós nos inspiramos, os MC’s que mandaram nada mais do que os melhores versos que mudaram nossas vidas, os produtores que procuraram os mais obscuros ‘breaks’ para fazer as mais criativas e matadoras músicas do gueto… Os grupos de B-boys e artistas de grafite que pintaram nossos fabulosos guetos, eles são os heróis do hip hop, pioneiros que construíram blocos para nós e nossos sonhos, este é o nosso meio de dizer obrigado… | ” |